# Henri Moraud
Henri Moraud (Henry Moschkovitch), né le 11 octobre 1922 à Paris et mort le 9 février 1991 à Drancy, est le fondateur de l’Association pour la Fondation Mémoire d’Auschwitz, créée en juin 1987, et rebaptisée depuis Association Fonds Mémoire d'Auschwitz (A.F.M.A). Il en sera le premier Secrétaire Général.

## Biographie
Henri Moraud est arrêté le 5 mai 1943 dans un petit village du Loiret où il s’était réfugié dès 1940, avec ses parents. Dès son arrestation, il est conduit à la prison d'Orléans, où il restera trois semaines avant son transfert à Beaune-la-Rolande, puis à Drancy.
Il est déporté le 23 juin 1943 par le convoi no 55 avec ses parents, Mayer Moschkovitch (né le 16 mai 1892 à Dobra) et Fanny Moschkovitch (née le 12 janvier 1900 à Wulin). Arrivé à Birkenau, il n’y reste que 24 heures et est désigné pour le camp de Jawischowitz (de), situé à 10 kilomètres d'Auschwitz. Les déportés envoyés à Jawischowitz étant destinés à travailler dans les mines de charbon de Jawichowitz et de Brzeszeze, il est alors affecté à la mine de Jawischowitz, où il travaille pendant 19 mois. Au cours de cette période, il œuvre activement au sein de la résistance du camp. Le 18 janvier 1945, il subit « la marche de la mort » avant d’arriver à Buchenwald. Il est libéré le 11 avril 1945.
Dès son retour en France, il s'engage pleinement pour la mémoire de la Shoah, en militant notamment au sein de l’Amicale de Jawischowitz dont il sera le Secrétaire Général, avant de devenir celui de l’Amicale d’Auschwitz. C’est au cours de ces fonctions qu’il envisage de créer une Fondation destinée à perpétuer le souvenir de ce que fut Auschwitz, et lutter ainsi contre les négationnistes qui niaient le génocide.
Pour appuyer son engagement, il devient le maître d'œuvre d'un livre intitulé Jawischowitz, annexe d'Auschwitz, dont il écrit la première partie et pour lequel il recueille et compile les témoignages qui composent la seconde partie. Cet ouvrage, d'abord édité à compte d'auteur, a depuis été réédité par l'A.F.M.A.
Parallèlement, Henri Moraud prend contact avec les différentes associations de déportés et avec les deux grandes fédérations, et obtient leur entière coopération pour la création de l'Association pour la Fondation Mémoire d’Auschwitz, destinée à recueillir les fonds nécessaires à une fondation. Il en sera le premier Secrétaire Général, aux côtés de Georges Wellers, ancien déporté à Monowitz, qui en sera le premier Président.
Sa mort en 1991 ne lui permettra pas de connaître l'aboutissement de son action et de son engagement pour la mémoire de la Shoah, qui ont toutefois inspiré toutes les fondations liées à la déportation qui ont vu le jour après la création de l’A.F.M.A.